# Meursault

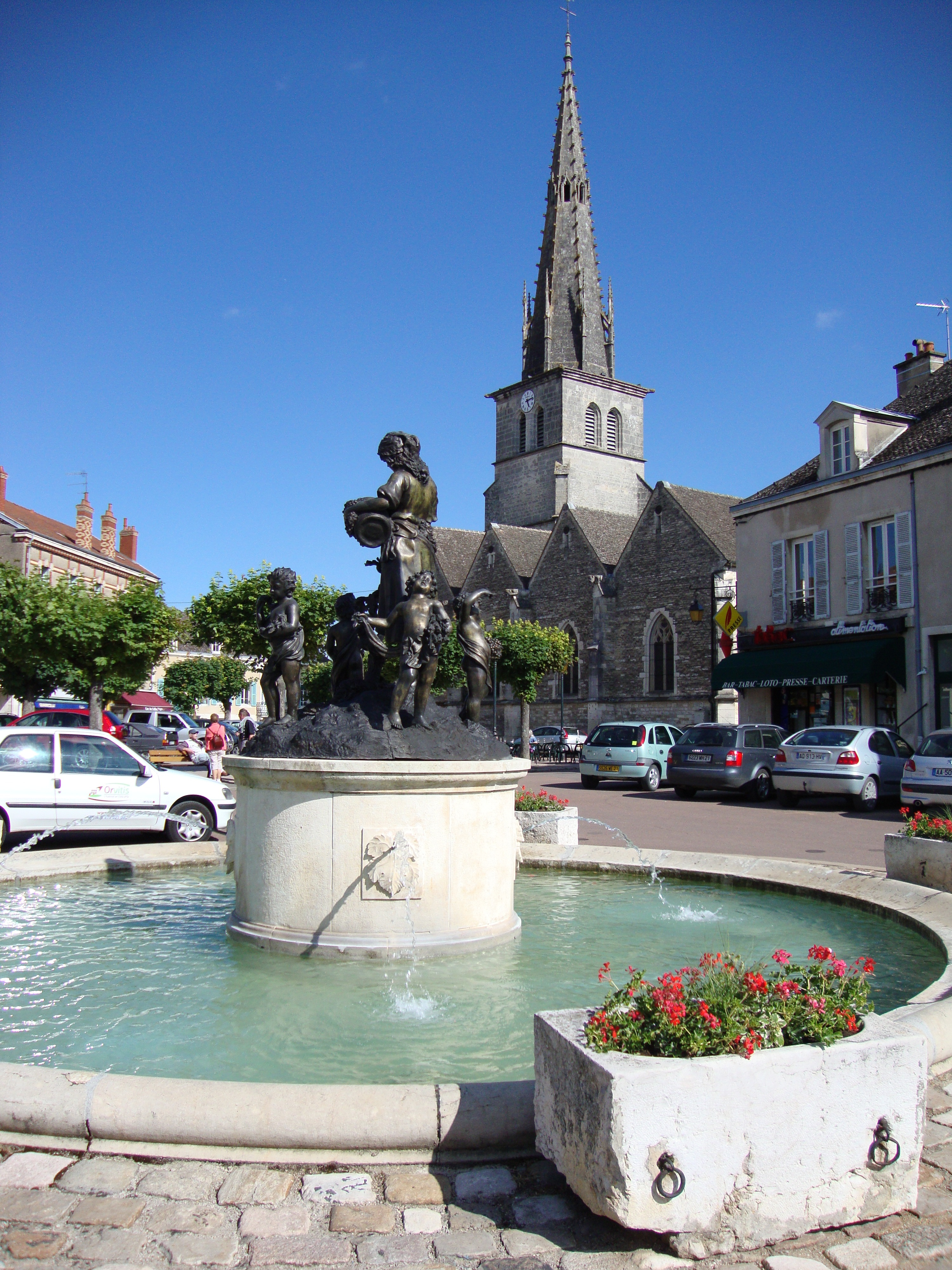

Meursault là một xã trong tỉnh Côte-d'Or, thuộc vùng Bourgogne-Franche-Comté của nước Pháp, có dân số là 1.598 người (thời điểm 1999). Meursault nằm khoảng 7 km về phía nam của Beaune và giáp ranh về phía nam với Puligny-Montrachet và Blagny. Rượu vang trắng của Meursault là một trong những loại rượu vang trắng ngon. Giá một chai thường không dưới 15 Euro, thông thường trong khoảng 25 đến 35 Euro một chai (thời điểm 2005).

## Nhân khẩu học
| 1844  | 1962  | 1968  | 1975  | 1982  | 1990  | 1999  |
| ----- | ----- | ----- | ----- | ----- | ----- | ----- |
| 2.066 | 1.793 | 1.831 | 1.733 | 1.645 | 1.538 | 1.598 |